# Danny Gibson
Pour les articles homonymes, voir Gibson.
Danny Gibson, né le 28 janvier 1984, à Madison, en Indiana, est un joueur américano-camerounais de basket-ball. Il évolue au poste de meneur.

## Biographie
Le 17 octobre 2013, il part en Pologne, au Śląsk Wrocław avec qui il remporte la coupe de Pologne 2014.
Le 14 juillet 2014, il signe chez le club polonais du Rosa Radom.
Le 19 juillet 2016, il part en Bulgarie et signe à l'Academic Sofia.
Le 22 août 2017, il part en France où il signe au CSP Limoges.
Le 8 septembre 2018, il signe à l'Olympique d'Antibes. Le 16 octobre 2018, au retour de blessure d'Isaïa Cordinier, il est libéré après cinq matches avec Antibes. Le 18 octobre 2018, il part au Cholet Basket. Le 30 novembre 2018, il part en Turquie où il signe au Büyükçekmece Basketbol.

## Palmarès
- MVP des Finales du championnat de Bulgarie 2017
- Champion de Bulgarie 2017
- All-PLK Team 2016
- Coupe de Pologne 2014
- Coupe des Pays-Bas 2010
- MVP du championnat des Pays-Bas 2010
- All-DBL Team 2010
- DBL All-Star 2010

## Clubs successifs
- 2006-2007 :  NVV Lions Mönchengladbach
- 2007-2008 :  Cuxhaven BasCats (en)
- 2008-2009 :  Giants Nördlingen Basketball (en)
- 2009-2010 :  Zorg en Zekerheid Leiden
- 2010-2012 :  Bayreuth
- 2012-2013 :  KAE Ikaros Kallithea (en)
- 2013-2014 :  Śląsk Wrocław
- 2014-2015 :  Rosa Radom
- 2015-2016 :  Twarde Pierniki Toruń (en)
- 2016-2017 :  Academic Sofia
- 2017-2018 :  Limoges Cercle Saint-Pierre
- 2018-2019 :
  - septembre-octobre 2018 :  Olympique d'Antibes
  - octobre-novembre 2018 :  Cholet Basket
  - depuis novembre 2018 :  Büyükçekmece Basketbol